# Celia Giraldo
Celia Giraldo (Cornellá de Llobregat, 1995) es una cineasta catalana.

## Biografía
Nació en Cornellá de Llobregat en 1995. Se graduó en 2018 en la Escuela Superior de Cine y Audiovisuales de Cataluña (ESCAC) en la especialidad de dirección cinematográfica,con el cortometraje Te busco en todos.

## Carrera
Fue una de las once personas codirectoras de La hija de alguien (La filla d’algú, 2019 título original), largometraje tutelado por Sergi Pérez y estrenado en el Festival de Málaga de Cine Español.Ha codirigido varios episodios de la premiada serie televisiva Esto no es Suecia (Això no és Suècia, 2023, título original).
En 2022 rodó Un lugar común, su primer largometraje, que se desarrolló en el marco del programa opera prima de ESCAC. Esta película se estrenó en el DA Film Festival de Barcelona en abril de 2024. A partir de ahí se ha proyectado en otras muestras, como en la apertura de la 38.ª  Muestra de Cine y Mujeres de Pamplona.
En 2024 estrena su primer largometraje como directora, Un lugar común, por el que ganó el Premio Gaudí 2025 mejor dirección novel.  

## Filmografía
- Un lugar común (película, ESCAC Films, 2024).[10]
- Això no és Suècia (serie, 2023).[11]
- Vídeo musical del tema de Rigoberta Bandini y Amaia "Así bailaba" (2022).[12][13]
- Va dando el tiempo (cortometraje documental, 2019).[14]
- Te busco en todos (cortometraje, 2019).[15]
- La filla d'algú (codirigido, 2019).[3]
- Un lugar común (2024) Largometraje. Dirección y guion. [9]

## Premios y reconocimientos
- 2024 Premio Igualdad en el Festival de Cine Ópera Prima de Tudela, otorgado por la Concejalía de Bienestar social, Mujer e Igualdad del Ayuntamiento de Tudela.[16]
- Premio Gaudí 2025 Mejor Dirección Novel por Un lugar común. [17]